# USS Arkansas (BB-33)
«Арканзас» (англ. USS Arkansas (BB-33) — військовий корабель, лінійний корабель типу «Вайомінг» військово-морських сил США. Третій військовий корабель, який отримав назву на честь 25-го штату Сполучених Штатів. Став другим у серії лінійних кораблів типу «Вайомінг»; кораблем-двійником був лінкор «Вайомінг».
«Арканзас» був закладений 25 січня 1910 року на верфі компанії New York Shipbuilding Corporation у Камдені штат Нью-Джерсі. 14 січня 1911 року він був спущений на воду, а 17 вересня 1912 року увійшов до складу ВМС США.
«Арканзас» брав участь в обох світових війнах. За роки Першої світової корабель діяв у складі 9-ї дивізії лінкорів, що входила до британського Великого флоту, і переважно виконував завдання з патрулювання визначених районів. Фактичної участі в боях не брав. У міжвоєнний період він виконував завдання бойової підготовки та слугував навчальним кораблем для підготовки офіцерів і фахівців американського флоту в ході візитів до дружніх країн. З початком Другої світової війни й до вступу США у світовий конфлікт «Арканзас» входив до складу сил Нейтрального патруля, який забезпечував охорону морських комунікацій у західній півкулі. З 1942 року виконував завдання із супроводження транспортних конвоїв. У червні 1944 року з початком операції «Оверлорд» — вторгнення західних союзників до окупованої німцями континентальної Європи — корабель брав безпосередню участь у вогневій підтримці висадки військ на французьке узбережжя, обстрілював Шербур у ході боїв за це портове місто. У серпні 1944 року здійснював артилерійську підтримку операції «Драгун» — висадки морського десанту на півдні Франції. У 1945 році лінкор перевели на Тихий океан, де він забезпечував вогневу підтримку військ при проведенні морських десантних операцій на острови Іводзіма та Окінава.
Після війни «Арканзас» уходив до угруповання, що здійснювало перевезення особового складу американської армії та морської піхоти США, що поверталися додому після завершення воєнних дій. У липні 1946 року включений до корабельного угруповання, що за планом операції «Кросроудс» виконувало роль кораблів-мішеней при проведення випробувань ядерної зброї в океані. 25 липня затонув поблизу атола Бікіні унаслідок підводного ядерного вибуху при випробуванні «Бейкер».
За бойові заслуги у Другій світовій війні лінійний корабель «Арканзас» відзначений чотирма бойовими зірками.

## Історія служби

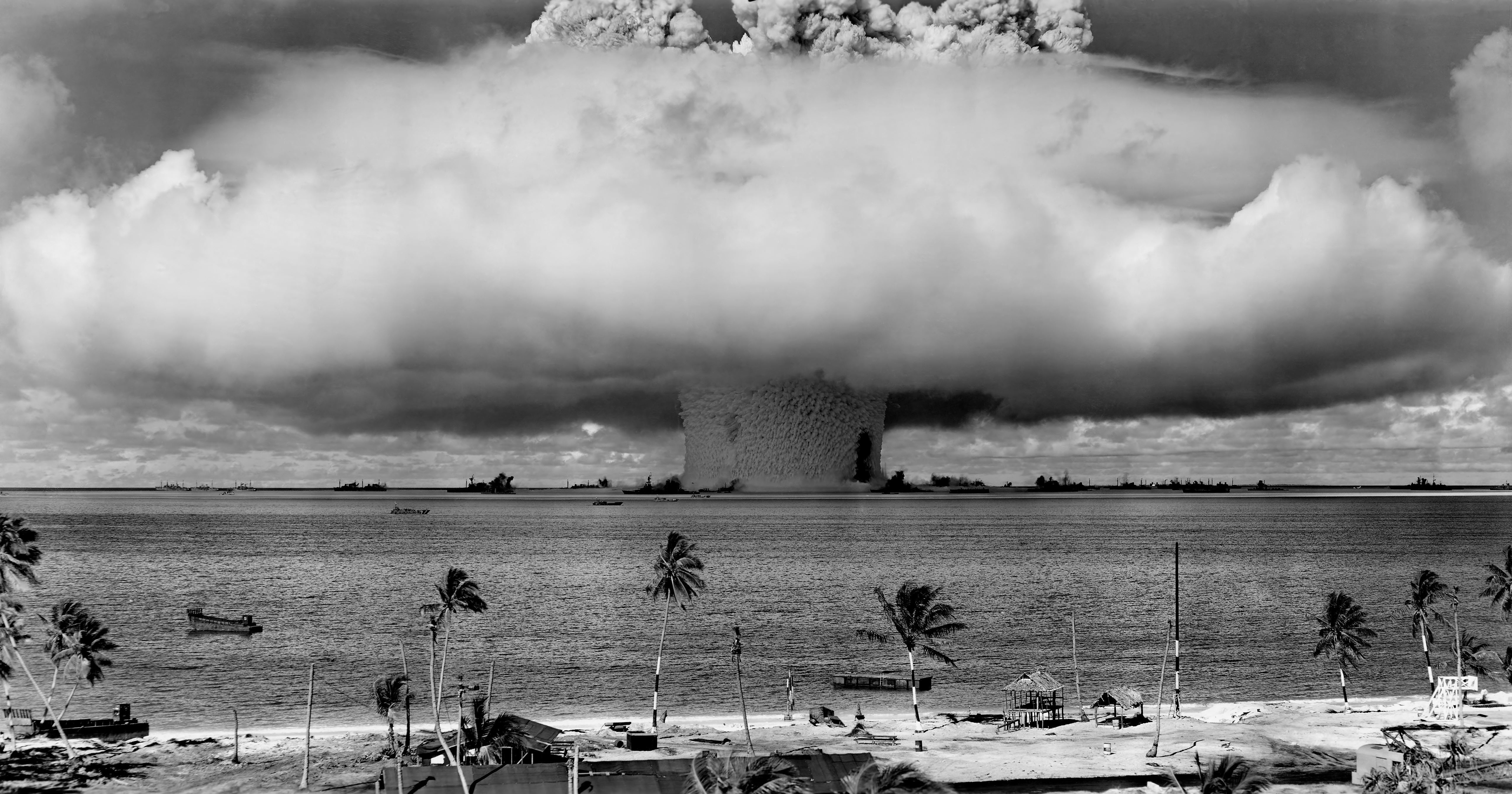
Лінкор «Арканзас» отримав пошкодження в ході проведення операції «Кросроудс» після вибуху ядерної бомби. 25 липня 1946

Артилерійська підтримка кораблями союзників висадки морського десанту на узбережжя Нормандії. Позиція лінкора «Арканзас» в ході висадки десанту навпроти плацдарму «Омаха». Операція «Нептун». 6 червня 1944.

У жовтні 1912 року відразу після вступу до складу Атлантичного флоту лінкор узяв участь у флотському огляді Президентом США Вільямом Г. Тафтом цього флоту. Після завершення «Арканзас» доставив главу держави на церемонію завершення будівництва Панамського каналу. Після повернення з Президентом на борту до Сполучених Штатів брав участь у військово-морських навчаннях біля узбережжя Куби та східного узбережжя США. З жовтня до листопада 1913 року здійснив похід до берегів Європи, з дружнім візитом відвідав Неаполь. На початку 1914 року брав участь в окупації Веракрусу під час громадянської війни у Мексиці.

### Перша світова війна
На момент вступу США у Першу світову війну «Арканзас» перебував у складі 7-ї дивізії лінкорів. У липні 1918 року він був відправлений до британського Росайта, змінивши у складі 6-ї «американської» ескадри Великого Флоту дредноут «Делавер». За час воєнних дій лінкор провів кілька бойових виходів на патрулювання. Супроводжував німецький флот після його інтернування у Ферт-оф-Форт.

### Міжвоєнний період
Після повернення до США «Арканзас» пройшов цикл модернізації, було посилено броню дахів башт бойової рубки, модернізовано прилади та системи управління артилерійським вогнем. У 1919 році «Арканзас» був включений до складу Тихоокеанського флоту. У вересні 1919 року «Арканзас» пройшов модернізацію на верфі Puget Sound Naval Shipyard, під час якої були демонтовані 5 127-мм гармат.
У 1921 повернувся на Атлантичний флот, ставши його флагманом. У 1923 році здійснив похід до Європи, 2 липня прибув у Копенгаген, де корабель відвідав данський король Кристіан X, а в 1924 — Лісабон і Гібралтар. Влітку 1925 року відвідав західне узбережжя США, разом з есмінцем «Макколі» і патрульним кораблем PE-34 брав участь у гуманітарній допомозі постраждалим жителям Санта-Барбари після землетрусу, що там стався.
Під час капітальної модернізації у 1925—1926 роках, як і на «Вайомінгу», вугільні котли були замінені нафтовими, наварені протиторпедні булі, демонтовані торпедні апарати, посилено горизонтальне бронювання, корабельну артилерію скорочено до 16 стволів та перебудовано батарею протимінних гармат, модернізовані радіообладнання та система управління артилерійським вогнем. На 3-й башті було змонтовано катапульту для 3-х гідролітаків. Кормова ажурна щогла була замінена короткою триногою з прожекторним містком, а другий пост управління артилерійським вогнем перенесли у надбудову позаду димової труби. Роботи були завершені в листопаді 1926 року, після чого лінкор повернувся до служби, здійснюючи навчальні походи до Європи, Карибського моря, біля східного узбережжя США.

### Друга світова війна
До кінця 1930-х років лінкор морально застарів, залишаючись останнім представником лінкорів, озброєних 305-мм артилерією. На зміну йому повинні прийти нові лінкори, але війна, що вибухнула в Європі, змусила ще послужити ветерана американського флоту. США, формально намагаючись обмежити війну західною півкулею, запровадили так званий «нейтральний патруль» — патрулювання Атлантики флотами країн Північної та Південної Америк з метою недопущення бойових дій у цьому регіоні світу. У цьому патрулюванні та конвоюванні суден, що прямували до Європи, брав участь і «Арканзас».
Вночі 19 грудня 1940 року, маючи 500 резервістів ВМС на борту, «Арканзас» зіткнувся з вугільним судном Collier Melrose біля Сі-Гірта, Нью-Джерсі.
У липні 1941 року корабель був призначений до складу сил супроводу морських піхотинців, які були розгорнуті для окупації Ісландії разом з «Нью-Йорком», двома крейсерами та одинадцятьма есмінцями. Після повернення на базу «Арканзас» вирушив на конференцію Атлантичної хартії з президентом Рузвельтом і прем'єр-міністром Великої Британії Вінстоном Черчиллем, яка відбулася на борту британського лінкора «Принц Уельський».
З лютого до липня 1942 року «Арканзас» пройшов чергову модернізацію. Було посилено зенітне озброєння, залишилося лише шість 127-мм гармат, носова ажурна щогла була замінена на триногу, збільшено кут стрільби гармат головного калібру з 15° до 30°. У 1942—1943 роках лінкор прикривав конвої, що йшли з військами для висадки в Північній Африці та на шляху до Європи.
3 червня 1944 року «Арканзас» у складі корабельного угруповання союзників вийшов від берегів Англії та вночі 6 червня вийшов на визначену позицію для артилерійської підтримки висадки союзників на французьке узбережжя Нормандії. О 05:52 корабельна артилерія лінкора відкрила вогонь з гармат головного калібру, забезпечуючи прикриття американським військам, що висаджувалися на плацдарм «Омаха». «Арканзас» діяв до 13 червня, прикриваючи наземне угруповання на цьому плацдармі. 25 червня корабель обстрілював Шербур, підтримуючи американські війська, що штурмували місто.
У серпні 1944 року «Арканзас» своїм вогнем підтримував висадку союзників у південній Франції.
У вересні 1944 року лінкор повернувся до США, де було проведено чергову модернізацію; встановлено нове радарне обладнання. На початку 1945 року «Арканзас» перейшов у південну частину Тихого океану. Разом з іншими застарілими лінкорами забезпечував вогневу підтримку військам при проведенні морських десантних операцій на острови Іводзіма та Окінава.

### Післявоєнна служба
Після закінчення війни «Арканзас» брав участь в операції «Чарівний килим», поверненні американських військовослужбовців з Тихоокеанського театру війни додому. В перший перехід лінкор перевіз близько 800 людей назад до Сполучених Штатів, прибувши до Сіетла 15 жовтня. Він здійснив ще три перевезення між Перл-Гарбором і континентальною частиною США, щоб переправити більше солдатів додому.
На початку 1946 року лінкор був виділений флотом для проведення операції «Кросроудс» — випробування впливу ядерного вибуху на кораблі. У складі цілого флоту трофейних німецьких та японських кораблів як корабель-мішень «Арканзас» прибув на атол Бікіні. 1 липня було здійснено перший повітряний вибух — випробування «Ейбл», під час якого лінкор практично не постраждав. Але під час другого підводного вибуху — випробування «Бейкер» — він був за 200—300 метрів від епіцентру вибуху і швидко пішов на дно. 29 липня 1946 року «Арканзас» офіційно виведено зі складу флоту і викреслено зі списків Військово-морського регістру 15 серпня 1946.